# I Liceum Ogólnokształcące im. Zygmunta Krasińskiego w Ciechanowie
I Liceum Ogólnokształcące im. Zygmunta Krasińskiego – najstarsza szkoła ponadpodstawowa w Ciechanowie, zwana także Krasiniakiem. Jej siedziba znajduje się przy ul. 17 Stycznia 66. Organ prowadzący Starostwo Powiatowe w Ciechanowie.

## Historia

### Geneza
W Ciechanowie od roku 1912 funkcjonowała Pensja Żeńska. W roku szkolnym 1913/1914 zaczęło działalność sześcioklasowe Progimnazjum Topolińskiego przeznaczone dla chłopców. Była to szkoła z czterema klasami zasadniczymi oraz klasą podwstępną i wstępną. Wybuch wojny spowodował przerwę w nauczaniu. W roku 1915 dzięki miejscowym społecznikom otwarta została nowa szkoła – Gimnazjum Filologiczne Męskie Ośmioklasowe im. Zygmunta Choromańskiego. Rada Opiekuńcza z przewodniczącym Zygmuntem Choromańskim wykładała fundusze na jej funkcjonowanie podczas I wojny światowej. Rada utrzymywała również ciechanowskie siedmioklasowe Społeczne Gimnazjum Żeńskie im. Zygmunta Choromańskiego. Szkoły początkowo mieściły się w lokalach wynajętych. Dyrektorem Gimnazjum Męskiego był Piotr Morawski. 

### Lata 1918–1945
W roku 1918 Gimnazjum Męskie rozpoczęło działalność w budynkach po dowództwie wojsk rosyjskich przy ul. Szkolnej, które dzięki pomocy finansowej Rady Opiekuńczej zostały wyremontowane do potrzeb szkoły. W roku 1919 ciechanowskie Gimnazjum Żeńskie im. Choromańskiego otrzymało nową, samodzielną siedzibę przy ul. Małgorzackiej, w domu, w którym w czasach rosyjskich mieściła się poczta. W roku szkolnym 1920/1921 w Gimnazjum Żeńskim pobierało naukę 257 uczennic, a w roku 1922/1923 — 220, ich liczba wzrosła do 260 osób. W roku 1920 Gimnazjum Męskie z siedzibą przy ul. Szkolnej (obecnie Kopernika) oraz w roku 1921 Gimnazjum Żeńskie zostały upaństwowione, były finansowane z budżetu państwa funkcjonując pod nazwą Państwowe Gimnazjum Męskie Filologiczne Ośmioklasowe im. Zygmunta Choromańskiego i Państwowe Gimnazjum Żeńskie im. Zygmunta Choromańskiego (od roku 1921 Gimnazjum Żeńskie wydawało świadectwa maturalne). W roku 1920 uczyło się w Gimnazjum Męskim 359 uczniów. Kadra nauczycielska pod kierunkiem dyrektora Bronisława Wojde liczyła 13 nauczycieli, w tym 10 posiadało wyższe wykształcenie. 
W roku 1924 było w Gimnazjum Męskim 400 uczniów. Szkoła otrzymała patrona, został nim bardzo blisko związany z ziemią ciechanowską Zygmunt Krasiński. Pierwsze matury w obu (przed połączeniem) szkołach odbyły się w roku 1921, a w ich dziesiątą rocznicę odbył się I Zjazd Wychowanków. Od roku 1921 istniało wielosekcyjne Stowarzyszenie Koleżeńskie „Bratnia Pomoc” (tzw. „Bratniak”). W roku 1925 szkole ufundowano sztandar z wizerunkiem patrona z nazwą Państwowe Gimnazjum Męskie Filologiczne im. Zygmunta Krasińskiego. Liceum wydawało w latach 1921–1931 miesięcznik „Iskra”, zaś jego profesor Czesław Słoński w latach 1931–1932 dwutygodnik regionalny „Kronika Ciechanowska”. Na przełomie lat dwudziestych-trzydziestych dalsze utrzymywanie prywatnej szkoły przerastało możliwości Rady Opiekuńczej Gimnazjum Żeńskiego (w roku 1931 r. zadłużenie sięgało 21 tys. zł). 17 listopada 1931 roku Rada Opiekuńcza Gimnazjum Żeńskiego podjęła decyzję o uspołecznieniu szkoły. W roku 1932 w wyniku połączenia obu szkół powstało 4-letnie Państwowe Koedukacyjne Gimnazjum i Liceum im. Zygmunta Krasińskiego. Zbiegło to się z reformą Jędrzejewicza. Dawna ośmioklasowa szkoła średnia została przeorganizowana i po zmianach cykl nauczania zamykał się w sześciu latach: czteroletnim gimnazjum i dwuletnim liceum. Do roku 1939 liczba uczniów Państwowego Gimnazjum i Liceum im. Zygmunta Krasińskiego w Ciechanowie, obojga płci, wynosiła średnio 300 osób rocznie, do wybuchu II wojny światowej szkolne mury „Krasiniaka” opuściło ponad dwa tysiące absolwentów (z siedmiu roczników). Polonistą w tej szkole od 1932 do roku 1939 był Teodor Leonard Młynarski, a dyrektorem Edward Bartkowski. Szkoła w okresie międzywojnia prowadziła aktywnie działalność pozalekcyjną, działały organizacje sportowe i kulturalne: harcerze, Towarzystwo Gimnastyczne „Sokół”, Związek Strzelecki „Sokół”, wychodziły czasopisma: „Kronika Ciechanowska”, „Iskra”, „Biuletyn Społeczno-Oświatowy”. W szkole w okresie II wojny światowej nie odbywały się zajęcia lekcyjne, nauczyciele prowadzili tajne nauczanie.

### Lata 1945–1990
W lutym 1945 zafunkcjonowało Państwowe Gimnazjum i Liceum w Ciechanowie z siedzibą (były pałacyk po hitlerowskim wojewodzie Paulu Dargerze) przy ul. Powstańców Warszawskich 4 (dziś mieści się w nim Szkoła Podstawowa nr 6 im. T. Kościuszki). Pierwszym organizatorem i dyrektorem szkoły został Teodor Leonard Młynarski. Za jego działalności powstały pierwsze grupy artystyczne, jak chór męski „Rewelersi”, czy prowadzony przez Młynarskiego zespół artystyczny „Znicz”. W roku 1947 placówka powróciła do przedwojennej siedziby przy ul. Szkolnej (obecnie ul. Kopernika). Z nowym programem nie mogli pogodzić się przedwojenni nauczycieli i wielu z nich z tego powodu odeszło. W roku 1961 Ministerstwo Oświaty zdecydowało o zmianach w systemie szkolnym i szkoła została czteroletnim liceum. W roku 1963 przywrócono szkole imię Zygmunta Krasińskiego przyjmując nazwę Liceum Ogólnokształcące im. Zygmunta Krasińskiego. W roku 1965 liceum zmieniło siedzibę i zostało przeniesione do budynku przy ul. S. Okrzei. W roku 1966 szkoła brała udział w obchodach millenium państwa Polskiego. W roku 1972 szkołę przeniesiono do budynku przy ulicy 17 Stycznia w Ciechanowie (od 1957 siedziba Studium Nauczycielskiego). W roku 1974 szkoła otrzymała nowy sztandar. 29 maja 1978 zmarł pierwszy dyrektor szkoły Teodor Leonard Młynarski, spoczywa na cmentarzu parafialnym przy ul. Płońskiej w Ciechanowie. Kolejnymi dyrektorami szkoły byli: Józef Kwaśniewicz, Jerzy Łyziński (pełnił tę funkcję przez 21 lat), Kazimierz Załuski, Jerzy Grabowski. W roku 1984 funkcję dyrektora liceum objął Zbigniew Nowakowski, który pracę w „Krasiniaku” rozpoczął jako absolwent Wydziału Matematyczno-Fizycznego Uniwersytetu Gdańskiego, doktor nauk ekonomicznych i pracownik Polskiej Akademii Nauk, przez 8 lat pełnił funkcję dyrektora liceum. W dniach 24–25 czerwca 1989 roku szkoła zorganizowała VII zjazd absolwentów podczas którego m.in. został odsłonięty pomnik patrona szkoły Zygmunta Krasińskiego w Opinogórze.

### Lata 1990–2020
Od roku 1990 do chwili obecnej ukazuje się czasopismo młodzieży „Szarak”, co jest kontynuacją edytorskich tradycji szkoły. W szkole działa szkolna telewizja „studio Krasiniak” (założona w 2013 roku z inicjatywy uczennic klasy humanistyczno-dziennikarskiej, rocznik '15), zespół Krach Band, prowadzone są zajęcia UKS. Oprócz tego działa teatr (Inicjatywna Grupa Teatralna). Placówka współpracuje z niemiecką szkołą w Anklam i francuską w Lille. Od roku 1992 szkoła funkcjonuje pod nazwą I Liceum Ogólnokształcące im. Zygmunta Krasińskiego. W roku 2002 przeprowadzono kolejną reformę szkolnictwa, wprowadzając trzyletnie licea. W roku 2004, po odwołanym dyrektorze Januszu Łoniewskim, dyrektorem szkoły w wyniku konkursu została Marzanna Zmysłowska. W roku 2012 obchodzono 100 lecie powstania szkoły oraz dwusetną rocznicę urodzin patrona. W tym samym roku odbył się XIII jubileuszowy zjazd absolwentów „Krasiniaka” podczas którego m.in. odsłonięto w holu szkoły tablicę pamiątkową. 
7 listopada 2012 w I LO im. Z. Krasińskiego w obecności przedstawicieli wojewody mazowieckiego, władz powiatowych i samorządowych, odbyła się uroczystość w związku ze Świętem Niepodległości podczas której komendant Wojskowej Komendy Uzupełnień w Ciechanowie ppłk Dariusz Kosakowski wyróżnił mianowaniem na wyższe stopnie wojskowe (na stopień porucznika: ppor Mikołaj Hałyno) oraz odznaczeniem Gwiazda Iraku żołnierzy w rezerwie, w tym ppłk. rez. Mariusza Szymańskiego (komendant poligonu Orzysz w latach 2009-2010, obecnie Komendant Straży Miejskiej w Ciechanowie). W roku 2012 było w placówce 27 oddziałów szkolnych. Od roku 2005 do 2023 szkoła miała 67 laureatów i finalistów olimpiad. I Liceum przystąpiło do programu współpracy ze szkołami Unii Europejskiej: Socrates-Comenius. Nawiązaniu bliższych kontaktów z zagranicą służy mająca wieloletnią tradycję współpraca ze szkołą w Anklam, a także w Lille. W 2016 odbył się XIV zjazd absolwentów. W grudniu 2016 szkoła ponownie wzięła udział w akcji Szlachetna Paczka. 2 października 2020 w I Liceum Ogólnokształcącym im. Z. Krasińskiego w Ciechanowie odbyła się uroczystość odsłonięcia i poświęcenia tablicy na której widnieje podobizna Mieczysława Kurzypińskiego (był uczniem Gimnazjum im. Z. Krasińskiego – dzisiaj liceum, w roku 1916 stworzył drużynę harcerską, w wieku 16 lat został komendantem ciechanowskiego hufca, członek Polskiej Organizacji Wojskowej). Podczas tej uroczystości został poświęcony i zaprezentowany odnowiony sztandar, przypadkiem został odnaleziony w roku 2019. Sztandar był związany z ówczesnym Gimnazjum im. Z. Krasińskiego (dzisiaj liceum), został przekazany do Kościoła Narodzenia Najświętszej Marii Panny w Ciechanowie, aby w tym miejscu bezpiecznie przeczekał okres II wojny światowej. 

### Lata 2020–2025
W roku 2020 szkoła wygrała konkurs „Edukreator” na Mazowszu na najbardziej kreatywną szkołę ponadpodstawową w kategoriach kreatywny nauczyciel i kreatywna szkoła. W roku 2023 dyrektor pierwszego liceum ogólnokształcącego w Ciechanowie, Marzanna Zmysłowska, otrzymała nominację na kolejną pięcioletnią kadencję (w „Krasiniaku” pracuje od 1991, natomiast funkcję dyrektora pełni od 2004). Funkcję dyrektorki będzie pełniła do 31 sierpnia 2028. W roku szkolnym 2023/2024 było siedem klas pierwszych o kierunkach: humanistyczny, biologiczno-chemiczny, biologiczno-medyczny, matematyczno-geograficzny z rozszerzoną informatyką, matematyczno-fizyczny z rozszerzoną informatyką, klasa językowa, klasa ekologiczna. 28 listopada 2023 w Ciechanowie odbyła się dyskusja panelowa z udziałem absolwentów I Liceum Ogólnokształcącego im. Zygmunta Krasińskiego, gdzie tematem była „Edukacja i Rozwój”, organizatorem wydarzenia było Stowarzyszenie „Irydion” (Stowarzyszenie Wychowanków, Wychowawców i Przyjaciół I Liceum Ogólnokształcącego im. Zygmunta Krasińskiego w Ciechanowie).
25 lutego 2024 Marszałek Sejmu Szymon Hołownia spotkał się z młodzieżą I Liceum Ogólnokształcącego im. Zygmunta Krasińskiego w Ciechanowie, gdzie poruszył tematy o tolerancji, otwartości na inne poglądy, poszanowania różnorodności w polityce i życiu społecznym, mówił o demokracji. 29 lutego 2024 odbyła się uroczystość w ramach "tygodnia z patronem szkoły" nadania imienia Stanisława Hikierta (wieloletni nauczyciel wychowania fizycznego w Krasiniaku, legenda ciechanowskiego sportu) wyremontowanej sali gimnastycznej w I LO im. Z. Krasińskiego w Ciechanowie. 27 października 2024 I Liceum Ogólnokształcące im. Zygmunta Krasińskiego w Ciechanowie zostało wyróżnione przez Samorząd województwa Mazowieckiego za projekt „Cyfrowy Krasiniak”, którego ideą było nowoczesne technologie z edukacją opartą na tradycjach. Nagrodę dla szkoły wręczył marszałek województwa mazowieckiego Adam Struzik. 23 lutego 2025 w Opinogórze Górnej odbyły się uroczyste obchody rocznicy urodzin i śmierci Zygmunta Krasińskiego, patrona I Liceum Ogólnokształcącego w Ciechanowie. W dniach 14 i 15 czerwca 2025 odbył się XV zjazd absolwentów „Krasiniaka”.

## Kalendarium szkoły
Kalendarium szkoły od roku 1912 do 2025:

- 1912 – powstało w Ciechanowie sześcioklasowe progimnazjum męskie, mieszczące się w budynku przy ul. Browarnej, a jego założycielem był Włodzimierz Topoliński,
- 1917 – została w szkole wznowiona nauka przerwana działaniami pierwszej wojny światowej,
- 1919 – powstało ośmioklasowe państwowe gimnazjum męskie filologiczne, a obok funkcjonowało gimnazjum żeńskie polskiej macierzy szkolnej,
- 1921 – odbyły się w obydwu szkołach pierwsze matury, które otrzymało siedmiu chłopców i pięć dziewcząt. W męskim gimnazjum filologicznym powstało wielosekcyjne stowarzyszenie koleżeńskie „Bratnia Pomoc” (odpowiednik dzisiejszego samorządu uczniowskiego).
- 1921-1931 – stowarzyszenie koleżeńskie Bratniacy wydało miesięcznik „Iskra”,
- 1925 – szkole został ufundowały władze Ciechanowa sztandar i otrzymała patrona oraz nazwę: Państwowe Gimnazjum Męskie Filologiczne im. Zygmunta Krasińskiego,
- 1931 – 23 maja odbył się zjazd wychowanków szkoły,
- 1931-1932 – z inicjatywy nauczycieli wydawano dwutygodnik regionalny „Kronika Ciechanowska”,
- 1932 – Państwowe Męskie Gimnazjum filologiczne im. Zygmunta Krasińskiego połączono z prywatnym gimnazjum żeńskim w czteroletnie gimnazjum i dwuletnie liceum im. Zygmunta Krasińskiego,
- 1939-1945 – wśród ofiar II wojny światowej znaleźli się nauczyciele i liczni wychowankowie,
- 1945 – 10 marca Państwowe Gimnazjum i Liceum w Ciechanowie rozpoczęło pracę. Pierwszym powojennym budynkiem był lokal przy ul. Powstańców Warszawskich.
- 1947 – szkoła wróciła do dawnego budynku przy ul. Szkolnej,
- 1949 – zafunkcjonowało czteroklasowe liceum ogólnokształcące, powiązane ze szkołą podstawową,
- 1957 – został zorganizowany pierwszy powojenny zjazd wychowanków,
- 1961 – zafunkcjonowało czteroletnie liceum na mocy ustawy sejmowej,
- 1963 – szkole przywrócono patrona z nazwą Liceum Ogólnokształcące im. Zygmunta Krasińskiego,
- 1965 – szkołę przeniesiono do nowego budynku przy ulicy S. Okrzei w Ciechanowie,
- 1972 – szkołę przeniesiono do budynku przy ulicy 17 Stycznia w Ciechanowie,
- 1974 – Komitet Rodzicielski ufundował szkole nowy sztandar, a minister oświaty i wychowania przyznał szkole medal Komisji Edukacji Narodowej,
- 1977 – 17 stycznia nastąpiło uroczyste otwarcie szkolnej Izby Pamięci Narodowej,
- 1992 – szkoła otrzymała miano: I Liceum Ogólnokształcące im. Zygmunta Krasińskiego,
- 2000 – Odbył się X Jubileuszowy Zjazd Absolwentów,
- 2005 – odbyła się pierwsza „nowa matura” wieńcząca trzyletni cykl kształcenia w liceum,
- 2005 – został zorganizowany XI Zjazd Absolwentów,
- 2008 – absolwent Tomasz Majewski zdobył złoty medal olimpijski w pchnięciu kulą,
- 2016 – uczeń II MIA zdobył tytuł finalisty LXVII Olimpiady Matematycznej w Lublinie, a tej Olimpiady,
- 2022 – w rankingu "Perspektyw" Krasiniak otrzymał tytuł złotej szkoły: 52 miejsce w województwie mazowieckim i 178 w kraju,
- 2024 – I Liceum Ogólnokształcące im. Zygmunta Krasińskiego w Ciechanowie awansowało w najnowszym Rankingu Liceów Perspektywy 2025, zajmując 290 miejsce,
- 2025 – I Liceum Ogólnokształcące im. Zygmunta Krasińskiego w Ciechanowie awansowało w najnowszym Rankingu Liceów Perspektywy 2025, zajmując wysoką, 209 pozycję,
- 2025 – 14 i 15 czerwca został zorganizowany XV Jubileuszowy Zjazd Absolwentów.

## Charakterystyka szkoły

### Infrastruktura
I Liceum Ogólnokształcące im. Zygmunta Krasińskiego w Ciechanowie mieści się przy ul. 17 Stycznia 66, ul. Żeromskiego

#### Zabudowa szkoły
W skład zabudowy szkoły wchodzą:
- budynki przy ul. 17 Stycznia 66
  - budynek szkoły
  - sale lekcyjneCiechanowski „Krasiniak”Sala lekcyjna informatyki I LO im. Zygmunta Krasińskiego w Ciechanowie. Zdjęcie z 19 lutego 2019 roku
Sala Tradycji I Liceum Ogólnokształcącego im. Zygmunta Krasińskiego w Ciechanowie (2023)
  - pracownie komputerowo-informatyczne
  - pracownia bezpieczeństwa ruchu drogowego
  - multimedialna sala tradycji
  - sala sztandaru
  - sala konferencyjna
  - dwie sale gimnastyczne
  - biblioteka
  - czytelnia
  - dwa boiska sportowe przy ul. 17 Stycznia 66 i ul. Żeromskiego
  - obsługa szkoły (administracja, kierownik gospodarczy, referenci, konserwatorzy)
  - bursa szkolna dla uczniów szkół średnich (funkcjonowała do 2016, obecnie Internat Garnizonowy)[54]

#### Oddziały szkoły, dyrekcja, nauczyciele, obsługa
- oddziały szkolne – 29
- dyrekcja – 3
- pedagog szkolny – 1
- psycholog szkolny – ?
- biblioteka, czytelnia – 2
- nauczycieli – 55
- administracja – ?
- obsługa – ?

## Oferta edukacyjna
I Liceum Ogólnokształcące kształci w klasach o profilu:
- humanistyczny;
  - specjalność prawna,
  - specjalność dziennikarska,
- biologiczny;
  - specjalność chemia,Ciechanowski „Krasiniak”Ciechanów, 12.09.2016 r. Rada Pedagogiczna I Liceum Ogólnokształcącego im. Zygmunta Krasińskiego
Studniówka w I Liceum Ogólnokształcącym im. Zygmunta Krasińskiego w Ciechanowie (01.02.2025)

  - specjalność medycyna,
- matematyczny;
  - specjalność informatyka,
  - specjalność geografia,
  - specjalność fizyka,
- języki obce (we wszystkich oddziałach do wyboru dwa języki obce);
  - język angielski
  - język niemiecki,
  - język rosyjski,
  - język francuski,
  - język hiszpański,
- ekologiczny.

## Znani absolwenci (m.in.)
Źródło:
- Stanisław Adamczyk – rolnik, działacz związkowy
- Jerzy Bralczyk – językoznawca
- Edward Chrostek – lekarz, samorządowiec
- Anna Czajka-Cunico – filozofka, profesor nauk humanistycznych
- Piotr Czerwiński – generał dywizji
- Katarzyna Fetlińska – poetka
- Jacek Jagielski (prawnik) – profesor nauk prawnych
- Jan Andrzej Kaluszkiewicz – nauczyciel, samorządowiec
- Elżbieta Kawecka-Wyrzykowska – ekonomista, profesor zwyczajny
- Aleksander Kociszewski – historyk, regionalista
- Aneta Kopacz – scenarzystka, reportażystka i reżyser filmów dokumentalnych
- Krzysztof Kosiński – polityk, samorządowiec
- Teresa Kostkiewiczowa (z domu Teresa Pyszniewska) – profesor nauk humanistycznych
- Mieczysław Kurzypiński – harcerz
- Wiesław Antoni Lasocki – porucznik kawalerii Wojska Polskiego
- Tomasz Majewski – lekkoatleta
- Bibiana Mossakowska – lekarz
- Tomasz Nałęcz – historyk
- Ilona Omiecińska – zawodniczka Taekwondo
- Jerzy Hieronim Olszewski – ciechanowski farmaceuta, pedagog
- Marcin Rogacewicz – aktor
- Andrzej Rzepliński – prawnik
- Adam Rzeszotarski – rotmistrz Armii Krajowej, major Polskich Sił Zbrojnych
- Marek Rzeszotarski – urzędnik, dyplomata
- Zbigniew Siemiątkowski – polityk
- Kasia Struss – modelka
- Eugeniusz Sadowski – samorządowiec, regionalista
- Aleksander Sopliński – polityk, lekarz
- Marek Sokołowski (jezuita) – duchowny katolicki, jezuita
- Henryk Szczęsny – kapitan pilot Wojska Polskiego II RP, kawaler Orderu Virtuti Militari
- Alicja Szemplińska – piosenkarka
- Wiesław Tarnowski – lekarz chirurg
- Stanisław Tenderenda – ksiądz rzymskokatolicki
- Witold Tomkowski – lekarz pulmonolog
- Damian Trzaska – lekkoatleta
- Bogumiła Umińska – regionalistka, historyk
- Waldemar Wardziński – polityk, samorządowiec
- Lucjan Tadeusz Wrotny – profesor mechaniki i budowy maszyn
- Janusz Zalewski – profesor informatyki

## Zjazdy absolwentów
W okresie funkcjonowania szkoły odbyło się czternaście zjazdów absolwentów placówki:

- I zjazd z okazji 10 lecia pierwszych matur (31.05.1931)
- II zjazd jako pierwszy po wojnie (07.05.1957)
- III zjazd absolwentów (28-29.06.1969)
- IV zjazd absolwentów (22-23.06.1974)
- V zjazd absolwentów (30.06-01.07.1979)
- VI zjazd absolwentów (23-24.06.1984)
- VII zjazd absolwentów (24-25.06.1989)
- VIII zjazd absolwentów (18-19.06.1993)
- IX zjazd absolwentów (14-15.06.1997)
- X po raz pierwszy trzydniowy zjazd absolwentów (16-18.06.2000)
- XI zjazd absolwentów (24-26.06.2005)
- XII zjazd absolwentów (25-27.06.2010)
- XIII zjazd absolwentów z okazji 100 lecia szkoły (22-24.06.2012)
- XIV zjazd absolwentów (czerwiec 2016)[36]
- XV zjazd absolwentów (14/15 czerwca 2025)[36]

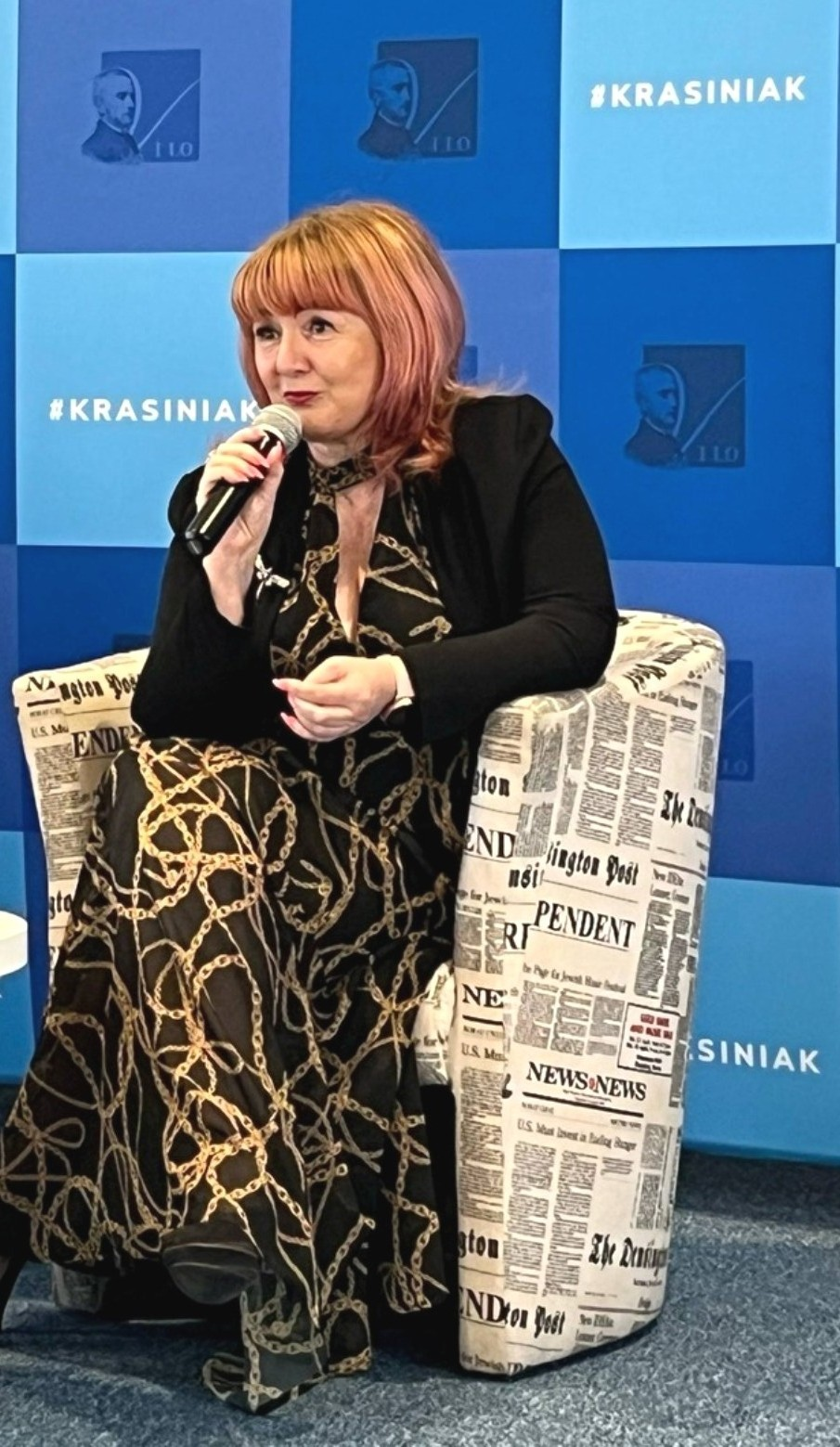
Marzanna Zmysłowska

## Dyrektorzy
Dyrektorzy szkoły:

- Paweł Topoliński (1912–1915)
- Piotr Morawski (1915–1918)
- Bronisław Woyde (1918–1919)
- Kazimierz Wicherkiewicz (1921–1922)
- Edward Stamm (1922–1924)
- Edward Kostro (1924–1925)
- Józef Michał Zawadzki (1925–1929)[60]
- Michał Dadles (1929–1933)
- Edward Bartkowski (1933–1938)
- Teodor Leonard Młynarski (1945–1946)[15][61]
- Józef Kwaśniewicz (1946–1951)
- Jerzy Łyziński (1951–1972)[62]
- Kazimierz Załuski (1972–1975)
- Jerzy Grabowski (1975–1984)
- Zbigniew Nowakowski (1984–1992)[24]
- Janusz Łoniewski (1992–2004)[28]
- p.o. Janina Bartnik (2004)[28]
- Marzanna Zmysłowska (2004–obecnie)[63]

## Przekształcenia
Szkoła żeńska (1912) → Społeczne Gimnazjum Żeńskie im. Zygmunta Choromańskiego siedmioklasowe (1915–1918) → Państwowe Gimnazjum Żeńskie im. Zygmunta Choromańskiego (1919–1925) → Państwowe Gimnazjum Żeńskie im. Zygmunta Choromańskiego (1925–1932) → Państwowe Koedukacyjne Gimnazjum Męskie i Żeńskie czteroletnie i dwuletnie liceum im. Zygmunta Krasińskiego (1932–1939) → Państwowe Gimnazjum i Liceum w Ciechanowie (1945–1949) → Państwowe Liceum Ogólnokształcące czteroklasowe, powiązane ze szkołą podstawową (1949–1963) → Liceum Ogólnokształcące im. Zygmunta Krasińskiego (1963–1992) → I Liceum Ogólnokształcące im. Zygmunta Krasińskiego (1992–)
Szkoła męska (1915) → Gimnazjum Męskie Filologiczne Ośmioklasowe im. Zygmunta Choromańskiego (1915–1918) → Państwowe Gimnazjum Męskie filologiczne ośmioklasowe im. Zygmunta Choromańskiego (1919–1925) → Państwowe Gimnazjum Męskie Filologiczne im. Zygmunta Krasińskiego (1925–1932) → Państwowe Koedukacyjne Gimnazjum Męskie i Żeńskie czteroletnie i dwuletnie liceum im. Zygmunta Krasińskiego (1932–1939) → Państwowe Gimnazjum i Liceum w Ciechanowie (1945–1949) → Państwowe Liceum Ogólnokształcące czteroklasowe, powiązane ze szkołą podstawową (1949–1963) → Liceum Ogólnokształcące im. Zygmunta Krasińskiego (1963–1992) → I Liceum Ogólnokształcące im. Zygmunta Krasińskiego (1992–)